# Super Monkey’s
Super Monkey’s (jap. スーパー・モンキーズ Sūpā Monkīzu) – japoński zespół popowy, nazywany również Super Monkey’s 4 oraz Namie with Super Monkey’s.

## Historia
Początkowo zespół składał się z pięciu piosenkarek: Anny Makino, Nanako Takushi, Hisako Arakaki, Minako Ameku i Namie Amuro. Przed wydaniem drugiego singla Anna Makino opuściła zespół. Do grupy dołączyła Rino Nakasone. Po odejściu Hisako Arakaki w 1994 dołączyły Ritsuko Matsuda i Reina Miyauchi. W 1995 Minako Ameku, Nanako Takushi, Ritsuko Matsuda, Reina Miyauchi oraz Aki Maeda stworzyły nową grupę muzyczną – MAX. Namie Amuro, która była liderką zespołu kontynuowała karierę jako solowa wokalistka. Ostatnim singlem Amuro w Super Monkey’s oraz wytwórni był singel Stop the music.

## Członkowie
Oryginalny skład
Namie Amuro, Hisako Arakaki, Nanako Takushi, Minako Ameku, Anna Makino
Super Monkey’s (1992–1993)
Namie Amuro, Hisako Arakaki, Nanako Takushi, Minako Ameku, Rino Nakasone
Super Monkey’s 4 (1993–1994)
Namie Amuro, Hisako Arakaki, Nanako Takushi, Minako Ameku
Namie Amuro with Super Monkey’s (1994–1995)
Namie Amuro, Nanako Takushi, Minako Ameku, Reina Miyauchi, Ritsuko Matsuda
MAX (1995–2008)
Nanako Takushi, Minako Ameku, Reina Miyauchi, Ritsuko Matsuda, Aki Maeda

## Dyskografia
Albumy:
- 1995 – Dance Tracks Vol.1
- 1996 – Original Tracks Vol.1

Single:
- 1992 – Koi no Cute Beat/Mister USA
- 1993 – Dancing Junk
- 1993 – Aishite Muscat
- 1994 – Paradise Train
- 1995 – TRY ME ~Watashi o Shinjite~
- 1995 – Taiyō no SEASON
- 1995 – Stop the music